# Manfred Zapatka
Manfred Zapatka, född 2 oktober 1942 i Bremen, tysk film- och teaterskådespelare
Zapatka spelade under lång tid vid teaterscenerna i Stuttgart och München. Zapatka blev känd för den bredare allmänheten när han spelade med i ZDF:s Rivalen der Rennbahn (1989). Han var även återkommande med i olika tyska deckare/polisserier som Tatort, Der Alte och Derrick. I Heinrich Breloers Dödsspelet spelar Zapatka förbundskanslern Helmut Schmidt.
Zapatka är med i TV-serien Kriminaljouren.